# Wolfgang Ernst III. zu Isenburg und Büdingen
Fürst Wolfgang Ernst III. zu Isenburg und Büdingen (* 25. Juli 1798 in Offenbach am Main; † 29. Oktober 1866 in Birstein) war ein deutscher Standesherr.

## Leben
Zu Isenburg und Büdingen war der Sohn des letzten regierenden Fürsten im Fürstentum Isenburg, Carl von Isenburg-Birstein (1766–1820), und dessen Ehefrau Charlotte Auguste Wilhelmine, geb. Gräfin zu Erbach-Erbach (1777–1846). 
Wolfgang Ernst wurde 1814 zur Erlernung militärischer Kenntnisse unter die Obhut seines Onkels gestellt, der Generalmajor an der Festung Mainz war. Von 1816 bis 1818 hielt er sich mit seinem Erzieher Johann Elias Mieg (1770–1842) und seinem Bruder Viktor Alexander in Lausanne auf, ab 1818 studierte er an der Universität Göttingen Staatswissenschaften.
Er war evangelischer Konfession und heiratete am 30. Januar 1827 auf Schloss Fürstenau die Gräfin Adelheid zu Erbach-Fürstenau. Die Ehe blieb kinderlos. Erbe der Standesherrschaft wurde sein Neffe Karl zu Isenburg-Birstein.
1820 trat er die Nachfolge in der Standesherrschaft an. Von 1823 bis 1849 und erneut 1856 bis 1866 war er als Standesherr Mitglied der Ersten Kammer der Landstände des Großherzogtums Hessen in Darmstadt. Er nahm am ersten Landtag nicht teil und legte erst am 17. August 1823 seinen Abgeordneteneid ab. Auf dem 5. Landtag (1832/33) ließ er sich durch seinen Bruder Viktor zu Isenburg und Büdingen (1802–1843) vertreten. Von 1831 bis 1866 war er als Standesherr auch erbliches Mitglied der Kurhessischen Ständeversammlung in Kassel. Nach der Märzrevolution entfiel diese Virilstimme.